# Будунов, Будун Хачабекович
Буду́н Хачабекович Буду́нов (род. 4 декабря 1975, Кизилюрт, Дагестанская АССР) — российский футболист, играл на позиции нападающего

## Биография
Родился 4 декабря 1975 года в городе Кизилюрт, по национальности — аварец.
В большой футбол пришёл в девятнадцать лет. До этого занимался борьбой, дзюдо, баскетболом. Первый клуб — команда третьей лиги «Арго» Каспийск. В следующем году перешёл в «Анжи» Махачкала, но первые три года играл в основном в третьей лиге, во второй команде. В 2000 году вместе с командой вышел в высший дивизион.
18 августа 2001 года в матче с ЦСКА столкнулся с вратарём армейцев Сергеем Перхуном. Оба футболиста получили тяжёлые травмы головы. Будунов пропустил остаток сезона, не только получив сотрясение мозга, но вдобавок потеряв память (по собственным словам, он очнулся в раздевалке, ничего не помня о случившемся в матче). Перхун 28 августа скончался в Московском институте нейрохирургии им. Н. Н. Бурденко. Потрясение общества от смерти Перхуна было таково, что в прессе даже появились слухи о возможности возбуждения уголовного дела в отношении Будунова.
Впоследствии играл за команды Премьер-лиги ФК «Москва», «Томь». В марте 2006 года перешёл на правах аренды в грозненский «Терек». В январе 2008 года решил закончить игровую карьеру, в мае стал заместителем министра по физической культуре и спорту Дагестана, а в августе занял пост президента футбольного союза Дагестана.
15 ноября 2016 года назначен заместителем главы Хасавюртовского района Дагестана.
В 2019 году — председатель Федерации футбола республики Дагестан.

### Семья
- Будунов, Алхас Будунович — старший сын, футболист.
- Будунов, Гаджи Будунович — младший сын, футболист.